# Ludwig Durlacher

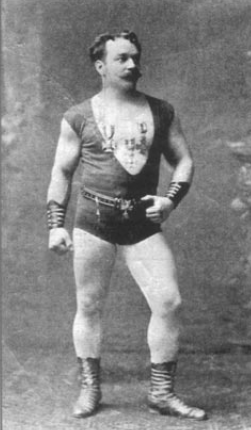
Professor Attila im Jahr 1894

Ludwig Durlacher, auch bekannt als Louis Attila, (* 2. Juli 1844; † 15. März 1924) war ein im Großherzogtum Baden geborener Kraftsportler, Fitnessstudiobesitzer und Personal Trainer. Er wanderte in die Vereinigten Staaten aus und förderte dort den Kraftsport. Er trainierte Mitglieder der amerikanischen High Society und wurde zu einem der ersten Personal Trainer für Prominente. Unter anderem war er der Trainer von Eugen Sandow, James J. Corbett, Siegmund Klein und Bobby Pandour.

## Leben
Durlacher wurde am 2. Juli 1844 in Karlsruhe geboren. Schon in jungen Jahren wurde er vom italienischen Kraftsportler Felice Napoli trainiert und trat später in einem badischen Sportverein auf. Durlachers Tochter Grace heiratete den Bodybuilder Siegmund Klein. Durlacher starb am 15. März 1924. Seine Witwe Roseanna Attila starb 1961.

## Karriere
Durlacher begann seine Karriere als Kraftakrobat im Jahr 1863 unter dem Künstlernamen Attila. Er tourte durch ganz Europa, unter anderem im Folies Bergère in Paris und im Alhambra-Theater in London. Auch trat er beim Goldenen Thronjubiläum von Königin Victoria im Jahr 1887 auf.
Hierauf wurde er ‚Personal Trainer‘ für Prominente. Zu seinen Kunden gehörten viele Mitglieder der High Society wie Cornelius Vanderbilt und Mitglieder königlicher Familien aus Dänemark, Norwegen, Großbritannien, Griechenland und Russland. Nach der Eröffnung seines ersten eigenen Fitnessstudios in Brüssel 1886 begann er unter dem Pseudonym Professor Attila mit der Ausbildung und Förderung von Eugen Sandow, einem der ersten Bodybuilder. Er eröffnete 1889 ein weiteres Fitnessstudio in Bloomsbury, London.
Im Jahr 1893 wanderte er in die Vereinigten Staaten aus und eröffnete in New York City ein Fitnessstudio namens „Attila's Athletic Studio and School of Physical Culture“. Von 1898 bis 1924 befand es sich am 1383 Broadway in Midtown Manhattan. Zu den Mitgliedern gehörten John Philip Sousa, Alfred Vanderbilt und J. P. Morgan Jr., und zu den Besuchern zählten Louis Cyr und Warren Lincoln Travis. Durlacher trainierte auch den Boxmeister James J. Corbett. Er war einer der ersten Trainer, der Frauen dazu ermutigte, Gewichte zu heben und zu boxen.